# Hessenstiftung – Familie hat Zukunft
Die Hessenstiftung – Familie hat Zukunft ist eine rechtsfähige Stiftung des bürgerlichen Rechts mit Sitz in Bensheim. Sie wurde am 30. November 2001 vom Land Hessen, vertreten durch das Hessische Sozialministerium (heute: Hessisches Ministerium für Soziales und Integration) gegründet.

## Stiftungszweck und Ziele
Zweck der Hessenstiftung ist es, Politik und Gesellschaft mit dem Ziel zu beraten, die derzeitige Lebenssituation der Familien in Hessen verbessern zu wollen. Sie unterstützt die Forschung in diesem Feld und befördert die Entwicklung neuer Ansätze, um bestehende Hindernisse auf dem Weg zu einer familiengerechten Gesellschaft zu überwinden. Insbesondere will die Stiftung Entwürfe gesellschaftlicher Rahmenbedingungen aufzeigen, die die Lust auf Familie fördern und sowohl wirtschaftspolitische als auch sozialpolitische Möglichkeiten zur besseren Vereinbarkeit von Familie und Beruf verbinden. Die Stiftung fordert und fördert gleichzeitig für Kinder ein Lebensumfeld, das nicht nur die besondere Geborgenheit und den Schutz der Familie vermittelt, sondern auch erfolgreich auf die Veränderungen der Zukunft vorbereitet.
Die familienpolitische Philosophie der Hessenstiftung ist niedergelegt in 20 Grundsätzen, die der Beirat 2002 beschlossen hat und die auf Wassilios E. Fthenakis zurückgehen. Die Stiftung fördert in der Regel Projekte ausgewählter Dritter, die sich an der Konzipierung und Finanzierung beteiligen.
Die Stiftung verfolgt ausschließlich und unmittelbar gemeinnützige Zwecke im Sinne des Abschnitts „Steuerbegünstigte Zwecke“ der Abgabenordnung. Im Sinne dieser Regelungen ist Zweck der Stiftung die Familienförderung durch die Förderung des Schutzes von Ehe und Familie, der Jugendhilfe, der Erziehung, der Bildung sowie der Gleichberechtigung von Mann und Frau.

## Aufbau der Stiftung
Organe der Stiftung sind der dreiköpfige Vorstand, der derzeit zehn Personen umfassende Beirat und die Geschäftsführung. Vorstand und Beirat arbeiten ehrenamtlich, die Geschäftsführung arbeitet hauptamtlich. Seit dem 1. Januar 2021 ist das Deutsche Stiftungszentrum (DSZ) im Stifterverband mit der Geschäftsführung betraut.
Vorstandsvorsitzende ist Staatssekretärin Anne Janz, Hessisches Ministerium für Soziales und Integration. Der Vorstand verwaltet das Stiftungsvermögen, legt gemeinsam mit dem Beirat die Richtlinien für die Vergabe von Stiftungsmitteln fest und entscheidet über die Verwendung der Stiftungsmittel.
Beiratsvorsitzender ist der Hessische Minister für Soziales und Integration Kai Klose. Der Beirat berät den Vorstand in allen Angelegenheiten der Stiftung und genehmigt den Haushalts- und Wirtschaftsplan. Die Mitglieder des Vorstandes und des Beirats kommen aus unterschiedlichen gesellschaftlichen Bereichen – der Politik, der Wissenschaft, den Medien oder der Wirtschaft und repräsentieren so den Querschnitt der Gesellschaft. Sie arbeiten ehrenamtlich bei der Stiftung mit.
Die projektbezogenen und administrativen Tätigkeiten werden durch die Geschäftsführung wahrgenommen, die dem Vorstand berichtet.

### Beirat
- Jörg Bombach, Fernsehmoderator, Hessischer Rundfunk
- Kai Klose, Hessischer Sozial- und Integrationsminister (Beiratsvorsitzender)
- Bernhard Kalicki, Deutsches Jugendinstitut e. V.
- Ralph Alexander Lorz, Hessischer Kultusminister, (stellv. Beiratsvorsitzender)
- Heide Preuße, Akademische Oberrätin an der Justus-Liebig Universität Gießen
- Angela Dorn, Hessische Ministerin für Wissenschaft und Kunst
- Michael Boddenberg, Hessischer Finanzminister
- Verone Schöninger, Deutscher Kinderschutzbund Landesverband Hessen e. V.
- Karin Uphoff, uphoff pr & marketing GmbH
- Heiko Wingenfeld, Oberbürgermeister der Stadt Fulda.

### Vorstand
- Thomas Ranft, Moderator, Hessischer Rundfunk
- Anne Janz, Staatssekretärin im Hessischen Ministerium für Soziales und Integration (Vorstandsvorsitzende)
- Sandra Ebner, Senior Economist, DekaBank Deutsche Girozentrale.

### Geschäftsführung
Die Geschäfte der Stiftung wurden von 06/2004 bis 12/2020 von der Karl Kübel Stiftung für Kind und Familie geführt.
Seit 01/2021 führt das Deutsche Stiftungszentrum die Geschäfte.

## Stiftungsvermögen
Das Land Hessen hat die Stiftung mit einem Vermögen in Höhe von zehn Millionen Euro ausgestattet. Die Mittel stammen aus dem Verkauf von Landesbeteiligungen, deren Erlöse in die „Zukunftsoffensive Hessen“ geflossen sind. Das Stiftungsvermögen kann durch Zustiftungen des Landes Hessen oder Dritter erhöht werden.

## Mitgliedschaften
Die Stiftung ist Mitglied im Bundesverband Deutscher Stiftungen. Für dessen Kommunikationspreis KOMPASS wurde die Stiftung im Jahr 2011 in der Kategorie „Einzelne Kommunikationsmaßnahme“ nominiert. Im Jahr 2013 wurde die Stiftung gemeinsam mit der Stiftung Lesen mit dem KOMPASS in der Kategorie „Projektkommunikation“ ausgezeichnet.